# Dreifaltigkeitskirche (Negotin)

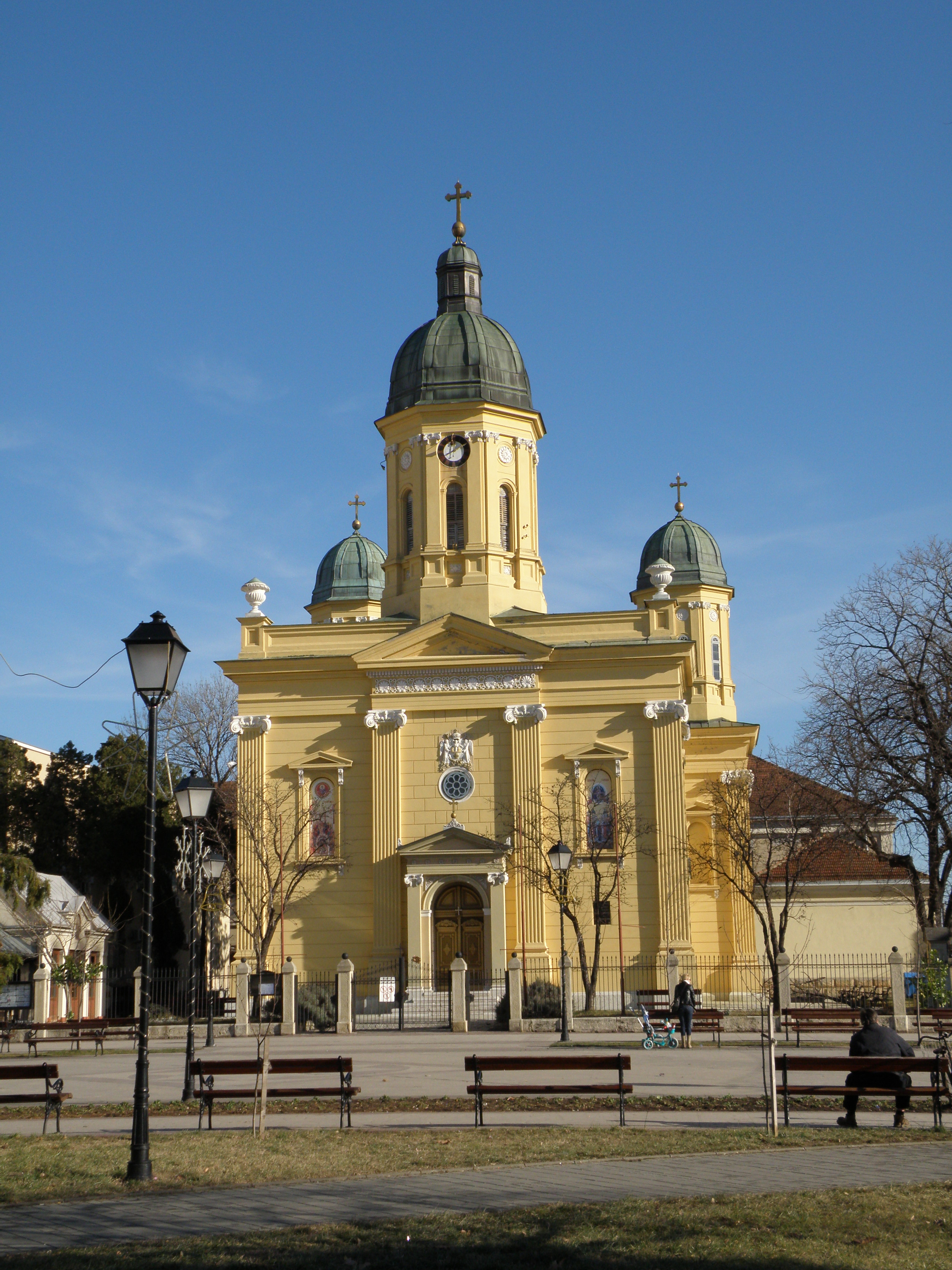
Die Dreifaltigkeitskirche zu Negotin

Die Dreifaltigkeitskirche (serbisch: Црква Свете Тројице, Crkva Svete Trojice, auch Nova Crkva (Neue Kirche) genannt) ist eine Serbisch-orthodoxe Kirche in der ostserbischen Stadt Negotin. Erbaut wurde die Kirche von 1872 bis 1874, eingeweiht 1876. Sie ist der Heiligen Dreifaltigkeit geweiht.
Die Kirche gehört zur Eparchie Timok der Serbisch-Orthodoxen Kirche und ist Sitz des Dekanats Negotin. Das Gotteshaus steht im Zentrum der Stadt. Die Kirche gilt als Kulturdenkmal und wurde am 2. Juni 1967 unter Schutz der Republik Serbien (damals Jugoslawien) gestellt.

## Lage
Die Kirche steht im Zentrum der Stadt am Stevan-Mokranjc-Platz (ehemals: Marschall-Tito-Platz) und der Straße Ulica Hajduka Veljka (ehemals: Ulica Stevana Mokranjca, davor Ulica Petra Živkovića). Nahe der Kirche befinden sich das Rathaus von Negotin, der Stadtpark, das Gymnasium, die Grundschule „Vuk Stefanović Karadžić“, die Polizeistation, eine Bank und ein Kino. Die Donau liegt nur vier Kilometer von der Stadt und der Kirche entfernt und auch die Jasenička Reka fließt etwas nördlich der Kirche durch Negotin.

## Geschichte

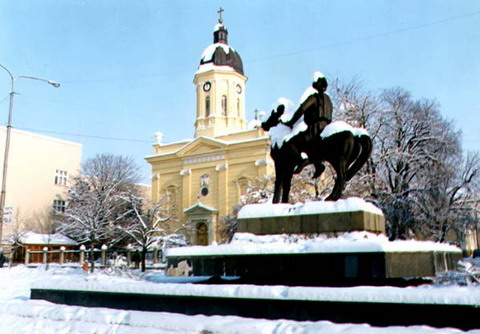
Die Kirche mit Denkmal für den Hajduken Veljko im Winter

Mit ihrer monumentalen Größe und ihrer architektonischen Wichtigkeit bereichert sie die Silhouette der Altstadt von Negotin. Sie gilt als Wahrzeichen der Stadt. Die ostserbische Stadt wurde 1842 zum kulturellen und geistigen Zentrum der Timočka Krajina, die Kirche wurde deshalb erbaut.
Der Bauplan der Kirche wurde vom Bauministerium Serbiens entworfen. 1868 hatte der Erzbischof Evgenije die aus Negotin stammende Baufirma Štajnehlera beauftragt, mit dem Bau der Kirche zu beginnen. Der Baubeginn wurde verschoben, weil der Landrat Ranko Alimpić die Stadt direkt an das Ufer der Donau verlegen wollte. Dieses wurde jedoch nicht umgesetzt, da auch aus dieser Entfernung ein Handel auf der Donau möglich war. Am 8. Mai 1872 begann der Bau der Kirche. Nach zwei Jahren Bauzeit wurde die Kirche 1874 fertiggestellt. Die Dreifaltigkeitskirche wurde zwei Jahre später 1876 eingeweiht.
Im nordöstlichen Teil des Kirchhofes ist ein Pulvermagazin und im südöstlichen Teil das Kirchengebäude, das parallel der Ulica Hajduka Veljka liegt. Das Gebäude wurde im späten 19. Jahrhundert erbaut und ist mit seiner charakteristischen Fassade mit Gesims und anderen dekoratorischen Elementen verschönert. Die Kirche in Negotin und ihre erhaltenen Kunstobjekte haben großen historischen, architektonischen und künstlerischen Wert für Serbien.

## Architektur

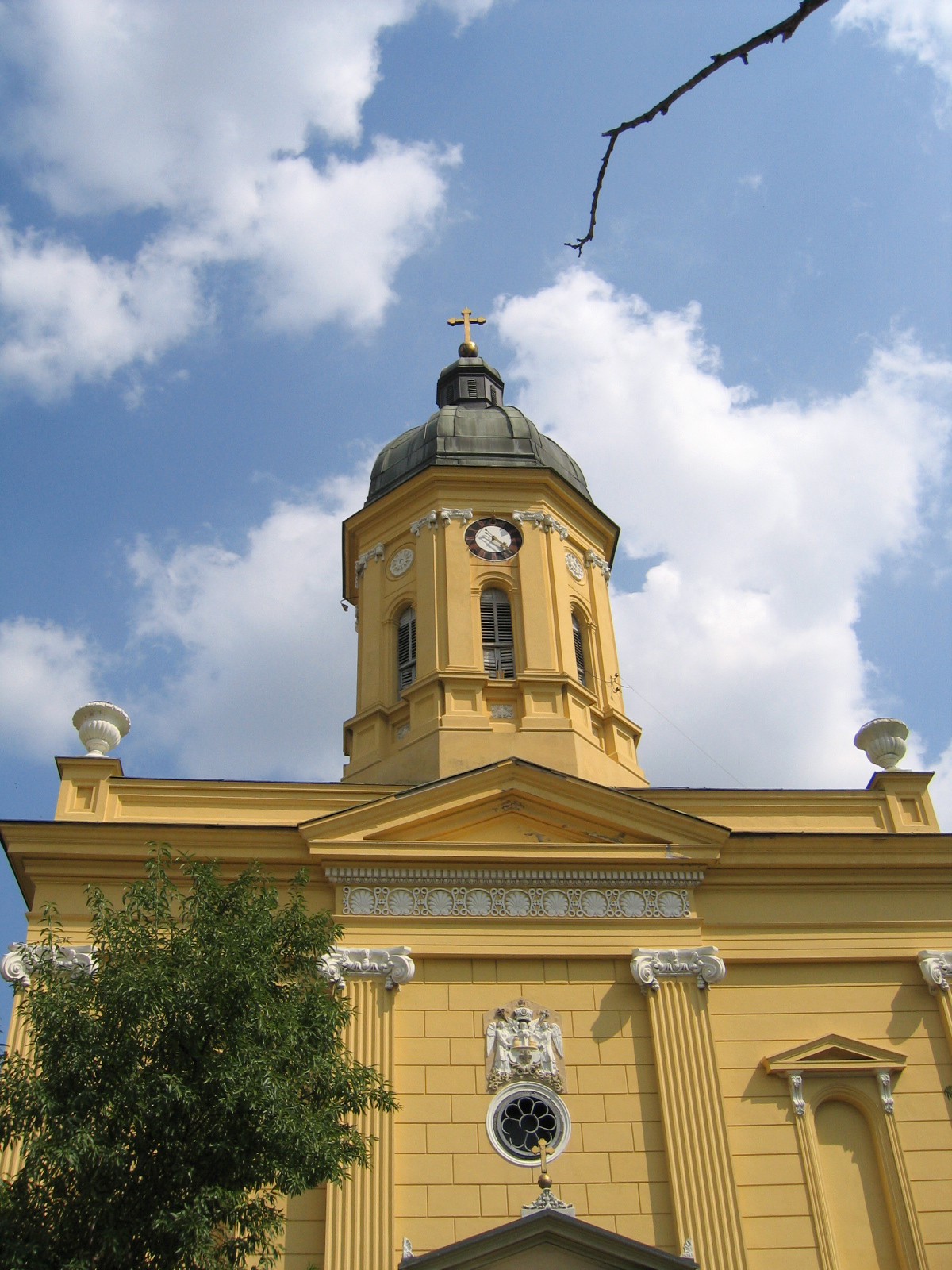
Frontalansicht der Dreifaltigkeitskirche

Die Kirche ist im neo-klassischen (nationalen) Stil mit Elementen des Neo-Renaissance-Stils und des Klassizismus erbaut und ist somit einzigartig in Serbien. Die Freskenausmalung der Kirche wurden 1901 vom Maler Stevan Todorović und seiner Frau Poleksija Todorović, dem Maler Milisav Marković und dem Künstler Pavle Ćortanović gemalt. Herr und Frau Todorović malten auch die Ikonen für die Ikonostase der Kirche.
Die Kirche besitzt eine Ikonostase mit wertvollen Ikonen. Die Raumakustik der Kirche bietet günstige Voraussetzungen für die Abhaltung von Konzerten geistlich-orthodoxer Musik. Im Kirchhof ist 1893 ein Eisenzaun erbaut worden. Die Säulen und Sockeln sind aus Sandstein aus der Nähe von Negotin erbaut. Auf den Spitzen der Säulen wurden Kugeln als dekorative Elementen errichtet. Diese stammen aus der Festung Fetislam bei Kladovo.
Die Kirche ist ein einschiffiges Kirchengebäude, mit einem ausgeprägten Eingangsportal und einer vieleckigen Apsis und einem viereckigen Kirchenchor.
Auf der westlichen Seite des Kirchhofs, erhebt sich ein massiver vertikaler Kirchturm, der nicht nur die Kirche dominiert, sondern auch die Innenstadt und die weitere Umgebung von Negotin beherrscht. Kirche und Kirchturm sind beide auffallend und reich mit dekorativen Elementen verziert.